# The Tonight Show
Pour les articles homonymes, voir The Late Show.
The Tonight Show /ðə təˈnait ʃoʊ/ est une franchise de late-night show américain diffusée depuis 1954, en troisième partie de soirée, sur la chaîne de télévision américaine NBC. C'est le plus ancien programme télévisé quotidien de divertissement en cours de diffusion aux États-Unis, et la troisième plus ancienne émission en cours de diffusion sur le réseau NBC, après l'émission politique dominicale Meet the Press et la matinale Today.
The Tonight Show a été présenté successivement par Steve Allen (1954-1957), Jack Paar (1957-1962), Johnny Carson (1962-1992), Jay Leno (1992-2009, 2010-2014), Conan O'Brien (2009 -2010) et Jimmy Fallon (depuis 2014). De nombreux invités prestigieux ont également présenté l’émission, en particulier au cours des époques Paar et Carson.
À ce jour, le présentateur ayant présenté le plus longtemps ce programme est Johnny Carson, puisqu'il a présenté The Tonight Show Starring Johnny Carson pendant 30 saisons, du 1er octobre 1962 au 22 mai 1992. Le présentateur actuel de l'émission, depuis le 17 février 2014, est Jimmy Fallon.
La diffusion en France a débuté le 23 septembre 2014 sur MCM.
L'émission est exclusivement diffusée, depuis septembre 2016, sur Canal+ du lundi au vendredi à 18 h 15 et rediffusée le lendemain matin à 7 h 50 du mardi au samedi.

## Création
L'émission Broadway Open House, qui a été diffusée pour la première fois en 1950 sur NBC, a démontré pour la première fois le potentiel des émissions de seconde partie de soirée (c'est-à-dire après le "prime time").
Mais l'origine de The Tonight Show peut être attribuée à un programme de 40 minutes présenté par Steve Allen, diffusé localement à New York pour la première fois en 1953 sur une chaine qui s'appelle dorénavant WNBC-TV. C'est Sylvester « Pat » Weaver (père de l'actrice Sigourney Weaver), alors président de NBC, qui décide de reprendre le programme pour son propre réseau. Ainsi, à partir de septembre 1954, il est rebaptisé Tonight et diffusé sur l'ensemble du réseau NBC. Le mémo permettant la création du programme a été retrouvé par Sigourney Weaver et lu par elle, en direct, le samedi 16 janvier 2010 dans l'émission Saturday Night Live sur NBC.

## Historique
Plusieurs présentateurs se sont succédé au cours de la longue histoire de l’émission, et certains sont devenus des icônes de la télévision grâce à elle.
- Tonight Starring Steve Allen (1954-1957)
- Tonight! America After Dark (1957)
- Tonight Starring Jack Paar (1957-1962)
- The Tonight Show Starring Johnny Carson (1962-1992)
- The Tonight Show with Jay Leno (1992-2009)
- The Tonight Show with Conan O'Brien (2009-2010)
- The Tonight Show with Jay Leno (2010-2014)
- The Tonight Show Starring Jimmy Fallon (depuis 2014)

### Steve Allen (1954-1957)
La version de l'émission présentée par Steve Allen comprenait à l'origine un monologue d’ouverture, des interviews de célébrités, des invités musicaux et différents sketchs, certains pouvant être filmés hors des studios.
Quand l'émission devint un succès, Steve Allen obtint de présenter à partir de juin 1956 une émission de variétés, The Steve Allen Show, en prime-time le dimanche soir, ce qui l’obligea à partager les fonctions de présentateur de Tonight avec Ernie Kovacs durant la saison 1956-1957. Pour donner à Allen, le temps de préparer son émission du dimanche soir, Ernie Kovacs présentait Tonight les lundis et mardis soirs, avec sa propre voix-off et son propre chef d'orchestre.
Durant les dernières années de la période Allen, un membre régulier du public, Lillian Miller, devint une partie intégrante de l'émission à tel point qu'elle fut forcée de rejoindre l'AFTRA, un syndicat des intermittents de la télévision et de la radio. Steve Allen et Ernie Kovacs arrêtèrent de présenter Tonight en janvier 1957 après que NBC eut ordonné à Steve Allen de concentrer tous ses efforts sur son programme de variétés du dimanche soir, dans l'espoir de lutter contre la domination du créneau horaire par le Ed Sullivan Show, émission du réseau concurrent CBS.

### Tonight! America After Dark
Après le départ de Steve Allen et d'Ernie Kovacs, NBC transforma l'émission en un programme d'informations et de reportages, semblable à son programme populaire de la matinée Today. Le nouveau programme, rebaptisé Tonight! America After Dark, a été d’abord présenté par Jack Lescoulie puis par Al « Jazzbo » Collins, avec des interviews menées par Hy Gardner. Cette nouvelle version de l'émission n'étant pas populaire, elle fut retirée des programmes par un nombre important des filiales de NBC.

### Jack Paar (1957-1962)
En juillet 1957, NBC rend au programme son format original de talk-show de variétés, présenté en solo par Jack Paar.
La plupart des filiales de NBC qui avaient abandonné l'émission pendant la période de Tonight! America After Dar reprennent alors la diffusion du programme. C'est pendant l'ère de Jack Paar que débuta la pratique d'associer l'image de marque de l'émission avec celle de son présentateur, et ainsi, le programme, bien que toujours officiellement appelée The Tonight Show, a été distribué comme The Jack Paar Show. Jack Paar a également introduit l'idée d'inviter d’autres présentateurs ; un de ces prestigieux invités fut Johnny Carson. Ce fut l'un des premiers programmes quotidiens filmés en couleur.

### Période intermédiaire avant Johnny Carson (mars 1962-octobre 1962)
Jack Paar arrêta l'émission en mars 1962, expliquant qu'il ne supportait plus la charge de cinq émissions par semaine. The Jack Paar Show fut renommé The Jack Paar Program et changea d'horaire, et fut diffusé en primetime le vendredi soir jusqu’en 1965.
Johnny Carson fut alors choisi comme successeur à Jack Paar pour Tonight. À cette période, Johnny Carson était le présentateur d'un jeu télévisé quotidien sur ABC, un réseau concurrent. Puisque sous contrat jusqu'au mois de septembre 1962, il ne présenta l’émission qu’à partir du 1er octobre 1962. Ainsi entre mars 1962 à octobre 1962, différents présentateurs invités (parmi lesquels Groucho Marx) présentèrent le programme quotidien sous le nom The Tonight Show.

### Johnny Carson (1962-1992)
Le 1er octobre 1962, Groucho Marx accueillit Johnny Carson comme le nouveau présentateur du The Tonight Show.
L'émission a été filmée à New York pendant pratiquement les dix premières années, avec Johnny Carson en tant que présentateur. Puis à partir de mai 1972, le plateau déménagea au Studio One à Burbank en Californie pour le reste de son « mandat » .

### Jay Leno (1992-2009)
Johnny Carson prend sa retraite le 22 mai 1992 et est remplacé par Jay Leno sur fond de polémique.
David Letterman, présentateur d’une émission en dernière partie de soirée et donc après The Tonight Show, désirait récupérer le créneau de ce dernier, mais était de plus considéré par Johnny Carson comme son héritier et son successeur naturel. Jay Leno remplaçant finalement le présentateur de The Tonight Show, David Letterman quitta NBC et rejoignit CBS pour présenter Late Show with David Letterman en concurrence directe avec The Tonight Show.

### Conan O'Brien (2009-2010)
Le 27 septembre 2004, à l'occasion du 50e anniversaire de la première diffusion du programme, NBC annonça que Jay Leno serait remplacé par Conan O'Brien en 2009. Jay Leno expliqua qu'en cédant sa place à Conan O'Brien, « la personne la plus méritante pour le poste », il voulait éviter les problèmes posés à la succession de Johnny Carson. Le « dernier » épisode de The Tonight Show présenté par Jay Leno fut diffusé le vendredi 29 mai 2009. Le lundi 1er juin 2009, Conan O'Brien présenta The Tonight Show depuis un tout nouveau studio mettant fin à 37 ans de tournage du programme à Burbank. À la même date, Jay Leno commença à présenter The Jay Leno Show, un talk show en prime time.

#### Le conflit des horaires et le retour de Jay Leno
Cependant, avec leurs nouvelles émissions, ni Conan O'Brien ni Jay Leno ne réussirent à atteindre les objectifs d’audience prévus par le réseau NBC. Ainsi, le 7 janvier 2010, plusieurs médias annoncèrent qu’à partir du 1er mars 2010, The Jay Leno Show changerait son horaire de 22 h pour celui de 23 h 35, en partie à cause de pressions des filiales locales dont les journaux télévisés souffraient, mais aussi à cause des mauvaises audiences. De plus, l'émission de Jay Leno serait raccourcie d’une demi-heure. Tous ces changements auraient fait commencer le The Tonight Show à 0 h 5, le premier horaire après minuit de son histoire.
Cette annonce fut confirmée par NBC le 10 janvier 2010. Leur intention était de déplacer Jay Leno du créneau prime time à partir du 12 février, afin de le mettre en second partie de soirée dès que possible. TMZ reporta que Conan O'Brien n'avait reçu aucun préavis de ce changement et que NBC lui avait offert deux choix, soit d’accepter un créneau d’une heure à 0 h 5, soit de quitter le réseau. Le 12 janvier, Conan O'Brien publia un communiqué de presse dans lequel il déclara qu’il ne continuerait pas avec The Tonight Show s'il devait être déplacé à l'horaire proposé. Dans ce même communiqué, il déclara que « The Tonight Show à minuit cinq n'est tout simplement pas The Tonight Show. »
Le 21 janvier, NBC annonça qu'un accord avait été conclu avec Conan O'Brien. Selon cet accord, il quitterait The Tonight Show et recevrait un versement de 33 millions de dollars. Son équipe, environ 200 personnes, recevrait également 12 millions de dollars pour leur départ. Le dernier épisode avec Conan O'Brien a été diffusé le vendredi 22 janvier 2010 et Jay Leno redevint le présentateur de The Tonight Show le 1er mars 2010. Depuis le 8 novembre 2010, Conan O'Brien présente Conan un talk-show de fin de soirée sur TBS.

### Jay Leno (2010-2014)
Le 1er juillet 2010, Variety reporte qu'après seulement 6 mois, les audiences sont les plus mauvaises depuis 1992. En septembre 2010, les audiences de l’émission sont plus mauvaises que celles de l’émission présentée par Conan O'Brien. Pire, en octobre 2010, l'émission concurrente de David Letterman, le Late Show, a battu les audiences de Jay Leno pour la première fois depuis son retour aux commandes du The Tonight Show.

### Jimmy Fallon (2014-)
Jimmy Fallon, ancien membre du Saturday Night Live et présentateur de Late Night with Jimmy Fallon, prend la relève de Jay Leno le 17 février 2014.